# Wellington (Provinz)

Wellington Province 1853–1858

Wellington Province 1858–1876

Die Provinz Wellington war eine von sechs Provinzen, die 1853 auf Grundlage des zweiten New Zealand Constitution Act als eine eigenständige Verwaltungseinheit in der ehemaligen britischen Kolonie Neuseeland eingerichtet wurde.

## Geographie
Die Provinz Wellington war die südlichste Provinz auf der Nordinsel von Neuseeland. Die nördliche Grenze der Provinz wurde mit dem Flussverlauf des Mokau River von seiner Quelle bis zur Mündung in die Tasmansee festgelegt, dann von dem Punkt aus, wo der 39. Breitengrad den Whanganui River kreuzt, entlang des Breitengrades bis zur Ostküste. Die westlich Grenze teilte sich die Provinz Wellington mit der Provinz New Plymouth, dessen Grenzverlauf vom 39. Breitengrad aus entlang des Whanganui Rivers in der Verlängerung zum Pātea River und seiner Flussmündung in die Tasmansee folgte. Die südliche Grenze wurde durch die Cook Strait und die östliche durch den Pazifischen Ozean gebildet.

## Geschichte
Am 30. Juni 1952 wurde im britischen Parlament das Gesetz „Act to Grant a Representative Constitution to the Colony of New Zealand“ verabschiedet, das in Neuseeland unter New Zealand Constitution Act 1852 bekannt ist. In dem Gesetz wurde die verwaltungstechnische Neuaufteilung der Kolonie Neuseeland in sechs Provinzen geregelt. Die Grenzen der Distrikte sollten per Proklamation durch den Gouverneur Neuseelands festgelegt werden. Das Gesetz legte ferner fest, dass jede Provinz einen Provincial Council (Provinzrat) mit mindestens neun Mitgliedern und einen Superintendent (Leiter, Vorsteher) haben sollte.
Der damalige Gouverneur George Edward Grey proklamierte die gesetzlichen Änderungen am 17. Januar 1853 und mit der öffentlichen Bekanntmachung vom 28. Februar 1853 bekamen die Provinzen Auckland, New Plymouth und Wellington auf der Nordinsel und Nelson, Canterbury und Otago auf der Südinsel, mit den vom Gouverneur proklamierten Grenzen Rechtskraft. Am 5. März 1853 wurden die ersten Wahlen zum Provincial Council abgehalten und von da an alle vier Jahre wiederholt. Zum ersten Superintendenten der Provinz Wellington wurde der Mediziner und Herausgeber des Wellington Independent, Isaac Earl Featherston, bestimmt. Er hatte die Position bis 1870 inne.
Im Jahr 1858 wurde der östliche Teil zwischen der Hawke Bay und der Ruahine Range abgetrennt und fortan als eigenständige Provinz Hawke’s Bay bis zur Auflösung aller Provinzen weitergeführt. Diese erfolgte am 12. Oktober 1875 durch Beschluss des britischen Parlaments. Der Abolition of Provinces Act (Gesetz für die Abschaffung der Provinzen) war dann das Ende der Verwaltung Neuseelands über die Provinzen. Am 1. November 1876 bekam das Gesetz Gesetzeskraft. Abgelöst wurde das Provinz-System durch ein Verwaltungssystem über Boroughs (Gemeinden) und Counties (Landkreise).